# Carl Beck (Politiker, 1894)
Carl Eugen Franz Xaver Beck (* 19. Januar 1894 in Sursee; † 22. April 1982 ebenda; katholisch, heimatberechtigt in Sursee) war ein Schweizer Politiker (CVP) und Landwirt.

## Leben
Carl Beck kam am 19. Januar 1894 als Sohn des Arztes und Präsidenten des Sanitätsrats des Kantons Luzern Karl Franz Josef Beck und der Marie geborene Curti in Sursee auf die Welt. Er besuchte die Mittelschule in Sursee, das Kollegium St. Michael in Freiburg und anschliessend von 1909 bis 1912 die Landwirtschaftliche Schule in Hauterive-Grangeneuve. Ab 1917 führte Beck eine Landwirtschaft auf dem Beckenhof in Sursee. Ferner war er zwischen 1938 und 1959 als Redakteur des Landwirts tätig. Daneben gehörte Carl Beck von 1937 bis 1970 dem Vorstand des Schweizerischen Bauernverbands an. Des Weiteren agierte er von 1945 bis 1955 als Vizepräsident, im Anschluss bis 1970 als Präsident des Zentralschweizerischen Milchverbands. Ausserdem war er ab 1947 im Vorstand der Schweizerischen Rundspruchgesellschaft (SRG) vertreten. Beck machte sich auch als Lokalhistoriker einen Namen. Carl Beck, der mit Maria geborene Wyss verheiratet war, verstarb am 22. April 1982 im Alter von 88 Jahren in Sursee. Er war ein Enkel des Politikers Franz Xaver Beck und Urenkel des Politikers Josef Leu von Ebersol.

## Waffensammlung Carl Beck
Beck legte im Laufe seines Lebens eine bedeutende Sammlertätigkeit an den Tag. Diese bestand einerseits aus einer Sammlung historischer Luzerner Hausgewehre sowie einer Sammlung von Hieb- und Stichwaffen aller Art. Die Sammlungen, welche von bedeutendem Wert sind, vermachte er seiner Vaterstadt Sursee. Exponate aus der Sammlung sind im Museum Sankturbanhof Sursee ausgestellt. Die gesamte Waffensammlung Carl Beck ist auf der Internetseite www.waffensammlung-beck.ch präsentiert. Die einzelnen Waffen sind in Ganz- und Detailaufnahme zu sehen sowie von einem umfassenden Kommentar begleitet, welcher jede Waffe in ihren kulturgeschichtlichen Kontext stellt.

## Politik
Carl Beck, Mitglied der CVP, amtierte von 1931 bis 1971 als Präsident der Korporationsgemeinde Sursee. Er war in den Jahren 1943–1959 Mitglied des Nationalrats. Beck galt als Experte für Landwirtschaftsfragen und vor allem für Güterzusammenlegungen im Kanton Luzern.